# Sud-Ouest de l'Amazonas

Étendue de la région du Sud-Ouest de l'Amazonas.

Le Sud-Ouest de l'Amazonas est l'une des quatre mésorégions de l'État de l'Amazonas. Elle compte seize municipalités groupées en deux microrégions.

## Données
La région compte 242 718 habitants pour 474 022 km2.

## Microrégions
La mésorégion du Sud-Ouest de l'Amazonas est subdivisée (dans le sens global de sa longueur) en deux microrégions :
- la microrégion du Haut-Solimões, constituant globalement les deux-tiers nord-occidentaux de la mésorégion, limitrophes de la Colombie (au nord) et du Pérou (du nord-ouest à l'ouest) ;
- et la microrégion de Juruá, étendue au reste sud-oriental du territoire.